# Trachypus perplicatus
Trachypus perplicatus là một loài rêu trong họ Trachypodaceae. Loài này được Dixon mô tả khoa học đầu tiên năm 1943.